# Konfidensinterval
Konfidensintervaller kan bruges i statistik, når en 1-dimensionel parameter skal estimeres. Til hver stikprøve angives et interval, hvori man ud fra stikprøven antager at parameteren ligger.
Hvis det for enhver værdi af den ukendte parameter gælder, at sandsynligheden for at konfidensintervallet er (mindst) p %, siger man, at man har fundet et p % konfidensinterval for parameteren.

## Fortolkning
Forskellige statistiske teststørrelser giver anledning til forskellige konfidensintervaller, og konfidensintervaller er en anden måde at formulere statistiske tests på. Brug af 95% konfidensintervaller svarer til statistiske tests på et α=5% signifikansniveau.
Hvis en metode giver f.eks. 95% konfidensintervaller vil det sige, at metoden med (mindst) 95% sandsynlighed vil give et interval, hvori parameteren ligger. En lidt mindre præcis måde at sige det samme på er, at sige at der er 95% sandsynlighed for at parameteren ligger i intervallet. Det upræcise i den sidste formulering ligger i, at de 95% sandsynlighed kun giver mening, når metoden til at give konfidensintervaller angives. Man kan således forestille sig forskellige metoder som for en konkret stikprøve giver samme konfidensinterval men forskellig sandsynlighed.

## z-interval for normalfordelinger
Konfidensintervaller bruges særligt ved estimation af middelværdien af en normalfordelt variabel. Hvis standardafvigelsen er kendt kan konfidensintervaller udregnes som
{\displaystyle {\bar {x}}\pm z_{1-\alpha /2}\cdot {\frac {\sigma }{\sqrt {n}}}}
hvor
- {\displaystyle \sigma } er den kendte standardafvigelse.
- n er antallet af målinger.

- {\displaystyle z_{1-\alpha /2}} er er {\displaystyle 1-{\frac {\alpha }{2}}} fraktilen af en standardnormalfordeling.
- {\displaystyle 1-\alpha } er konfidensniveauet.

Desto større stikprøven er, desto mindre bliver usikkerheden og konfidensintervallet bliver da også smallere.

## t-intervaller
Hvis man ønsker at udregne {\displaystyle 100(1-\alpha )\%} konfidensintervallet for middelværdien af en normalfordelt variabel, hvor standardafvigelsen ikke er kendt på forhånd men er estimeret ud fra en stikprøve, benyttes følgende formel
{\displaystyle {\bar {x}}\pm t_{1-\alpha /2}\cdot {\frac {s}{\sqrt {n}}}}
hvor
- n er antallet af mållinger.
- s er den estimerede standardafvigelsen for målingerne.
- {\displaystyle \alpha } er signifikansniveauet som oftest er 5%.

- {\displaystyle t_{1-\alpha /2}} er {\displaystyle 1-{\frac {\alpha }{2}}} fraktilen af en t-fordeling med n-1 frihedsgrader, som med et 5% signifikansniveau betegnes {\displaystyle t_{0.975}}.
- {\displaystyle 1-\alpha } er konfidensniveauet.

T-fordelinger beregnes oftes ud fra tommelfingerreglen om at hvis n<30 tager man en t-fordeling i brug i stedet for en normalfordeling som er alternativet.